# 柳森神社
柳森神社（やなぎもりじんじゃ）は、東京都千代田区神田須田町にある神社。通称は倉稲魂大神。
室町時代に、太田道灌が江戸城東北方面の鬼門除けとして京都の伏見稲荷大社を勧請して創建したとされ、椙森神社・烏森神社と共に江戸三森の一社と呼ばれた。境内の福寿神祠は徳川綱吉の生母桂昌院が江戸城内に建立したといわれている。

## 祭神

### 主祭神
- 倉稲魂大神（くらいなたまのおおかみ）

### 摂社・末社
- 幸神社（さいのかみのやしろ）：伊弉冉命（いざなみのみこと）、稚産霊命（わくむすひのみこと）、倉稲魂命（うかのみたまのみこと）、誉田別命（ほんたわけのみこと）
- 福寿神祠：福寿神(徳川桂昌院殿)
- 金刀比羅神社（ことひらじんじゃ）：大物主神（おおものぬしのかみ）
- 水神厳島大明神（すいじんいつくしまだいみょうじん）、江島大明神（えのしまだいみょうじん）
- 秋葉大神（あきばのおおかみ）：迦具土神（かぐつちのかみ）
- 明徳稲荷神社：宇気母智神（うけもちのかみ）
- 富士宮浅間神社：木之花咲耶姫命（このはなさくやひめのみこと）

を配祀する。

## 歴史
- 長禄2年（1458年） - 太田道灌が、江戸城東北方面の鬼門除けとして伏見稲荷大社から祭神の宇迦之御魂を勧請して創建。
- 万治2年（1659年） - 太田道灌による江戸城築堤の際、対岸に当たる現在地に柳とともに移転。
- 大正12年（1923年）9月 - 関東大震災において元禄期創建の社殿などが全焼（昭和5年（1930年）に復興）。
- 大東亜戦争の空襲にて小破、一部残存。
- 昭和29年（1954年） - 鎮座500年記念祭が行われると同時に改修完了。神楽殿が完成。
- 昭和59年（1984年） - 二度の放火により神楽殿、拝殿、本殿などが半焼。昭和61年（1986年）の春、修復が完了、現在に至る[3]。

## 千代田区指定有形民俗文化財

### 力石群
柳森神社には、13個の力石が現存している。力石とは一定重量の大小の円形または楕円形の石で、村の鎮守、神社境内、会所や村境などにあって、若者たちが力試しに用いたと言われている。都市化が極度に進み、日常生活に関する地域の風俗慣習が失われつつある千代田区の中にあっては、江戸・東京の若者達の生活と娯楽の一端を知るうえで貴重な資料として位置付けられている。

## その他

### 富士塚
（現存せず）入口の内側、敷地の角に、火成岩や碑などが積み上げられているのが、富士塚の名残である。

## 関連文献
- “柳森神社【方除いなり】”.   東京都神社庁. 2020年6月27日閲覧。